# Arktocara
Arktocara yakataga
Genre
Espèce
Arktocara est un genre éteint de dauphins d’eau douce qui a vécu lors de l’Oligocène supérieur, il y a environ 25 Ma (millions d'années).
Ses restes fossiles ont été mis au jour au large de la côte de l’Alaska. Une seule espèce est connue, Arktocara yakataga.

## Étymologie
Le nom Arktocara dérive du grec ancien ἀρκτικός, arktikós, « pays de l'ours ; du nord », et du latin cara, « tête », et fait référence au spécimen découvert, dont seul le crâne est connu, et ce dans la région la plus septentrionale où un platanistidé a été trouvé.
Le nom spécifique yakataga fait référence au lieu de la découverte, le cap Yakataga (en).

## Publication originale
- (en) Alexandra T. Boersma et Nicholas D. Pyenson, « Arktocara yakataga, a new fossil odontocete (Mammalia, Cetacea) from the Oligocene of Alaska and the antiquity of Platanistoidea », PeerJ, PeerJ Publishing (d), vol. 4,‎ 16 août 2016, e2321 (ISSN 2167-8359, OCLC 793828439, PMID 27602287, PMCID 4991871, DOI 10.7717/PEERJ.2321, lire en ligne).